# Општина Речица об Савињи
Општина Речица об Савињи (словен. Rečica ob Savinji) је једна од општина Подравске регије у држави Словенији. Седиште општине је истоимени градић Речица об Савињи.

## Насеља општине
| - Варпоље - Грушовље - Дол–Суха - Згорње Побрежје - Низка - Пољане | - Речица об Савињи - Сподња Речица - Сподње Побрежје - Трновец - Хомец - Шентјанж |

Шаблон:Речица об Савињи